# Fortune (lucha libre)
Fortune (originalmente deletreado Fourtune) es un stable de lucha libre profesional que trabajaba en la Total Nonstop Action Wrestling (TNA). Estaba compuesta por A.J. Styles, Kazarian, James Storm y Bobby Roode (Beer Money, Inc.). El nombre del grupo está influenciado por The Four Horsemen, antiguo grupo de su fundador, Ric Flair.

## Historia

### Origen
El 4 de enero de 2010, en una edición especial televisiva de tres horas de TNA Impact!, Ric Flair hizo su debut en la Total Nonstop Action Wrestling observando el evento principal entre el Campeón Mundial Peso Pesado A.J. Styles y Kurt Angle. El 17 de enero, en el evento Genesis, Flair ayudó a Styles a derrotar a Angle y retener el Campeonato de Peso Pesado de la TNA, cambiando Styles a heel. En las semanas posteriores se les unieron Desmond Wolfe y la pareja Beer Money, Inc. (James Storm & Robert Roode). En el evento Lockdown, junto a Sting, el Team Flair se enfrentó a al Team Hogan (Abyss, Jeff Hardy, Jeff Jarrett & Rob Van Dam), pero fueron derrotados después de que Abyss cubriera a Wolfe. En la siguiente edición de Impact!, Styles perdió el título a manos de Van Dam.
Posteriormente, Flair adoptó a Kazarian como su nuevo protegido y anunció que reeditaría el legendario grupo The Four Horsemen comparando a sus miembros con sus nuevos pupilos. A Styles lo comparó con Arn Anderson; a Kazarian, con Barry Windham, a Roode y Storm, con Ole Anderson y Tully Blanchard y a Wolfe, con Lex Luger. También anunció que debían de obtener su puesto, por lo que pactó una serie de luchas para cada uno. Debido a una serie de derrotas y a la adquisición de Kazarian, Styles empezó a rebelarse contra el grupo, así que Flair les puso en una lucha juntos en Victory Road contra Rob Terry & Samoa Joe. Al ganar la lucha gracias a la interferencia de Wolfe, al rivalidad entre ambos desapareció. Además, Flair les dijo que, con su victoria, se habían ganado un puesto en el stable. Sin embargo, Wolfe también exigió su puesto por ayudarles, pero Flair se lo negó por su racha de derrotas. 
El 22 de julio, Styles derrotó a Terry, ganando el Campeonato Global de la TNA con ayuda de Kazarian, renombrándolo como Campeonato Televisivo de la TNA en honor a Flair. Esa misma noche, Beer Money obtuvo su puesto en Fortune.

### Feudo con EV 2.0
En la edición del 12 de agosto de Impact!, Douglas Williams (que la semana anterior había ayudado a Ric Flair a derrotar a Jay Lethal) y Matt Morgan se unieron a Fortune y como grupo atacaron a Extreme Version 2.0 (EV 2.0), un grupo integrado por exluchadores de la Extreme Championship Wrestling (ECW). Fortune los consideraban extraños a la TNA y los querían expulsar, pero a la semana siguiente, la presidenta de la TNA, Dixie Carter, hizo contrato a los integrantes de EV 2.0. En el primer combate oficial entre ambos grupos, A.J. Styles derrotó al líder de EV 2.0, Tommy Dreamer.
En el evento No Surrender, Douglas Williams retuvo en X Division Championship derrotando a Sabu y A.J. Styles venció nuevamente a Dreamer en una lucha "I Quit".
En la edición del 23 de septiembre, Tommy Dreamer, junto a Raven, Stevie Richards, Sabu y Rhino anunciaron que Dixie Carter les había dado a los cinco la oportunidad de una lucha Lethal Lockdown en Bound for Glory. Más tarde, en la misma noche A.J. Styles derrotó a Sabu en una lucha de escaleras por la ventaja en Bound for Glory.
En las semanas previas a Bound of Glory, el grupo cambió su nombre original de Fourtune a Fortune, debido a que habían aumentado el número de sus integrantes (Fourtune hacía referencia a Four, cuatro en inglés).
En la edición de Impact! del 7 de octubre, Ric Flair fue derrotado por Mick Foley, uno de los miembros de EV 2.0 en una lucha "Last Man Standing".
Finalmente, en el evento Bound for Glory, Styles, Kazarian, Morgan, Roode and Storm fueron derrotados por Dreamer, Raven, Rhyno, Richards y Sabu en una lucha "Lethal Lockdown".

### Alianza con Immortal
En la edición del 14 de octubre de Impact! Fortune se alió con TNA Immortal, el grupo liderado por Eric Bischoff y Hulk Hogan y que contaba, además, con Jeff Jarrett, Abyss y Jeff Hardy, quien acababa de ganar el Campeonato de Pesos Pesados. Esa misma noche, Fortune derrotó a D'Angelo Dinero en una lucha en desventaja 5 contra 1.
El 28 de octubre, Immortal, menos Douglas Williams, traicionaron a Matt Morgan y lo expulsaron del grupo, por mostrar compasión con Mr. Anderson, luego que éste resultara con una contusión en la cabeza tras recibir el ataque con una silla de Jeff Hardy. En esa misma noche hubo mucha tensión entre Williams y el resto de Fortune. Williams reemplazó a Kazarian en una lucha de parejas junto a Styles y derrotaron a los miembros de EV 2.0 Rob Van Dam y Raven, luego que Styles le robara a Williams la cobertura.
A la semana siguiente, Flair obligó a Williams a arreglar sus diferencias con Kazarian en el ring. Kazarian ganó la lucha y Flair les hizo darse la mano.
En el evento Turning Point, Styles, Kazarian, Williams, Roode y Storm derrotaron a los miembros de EV 2.0 Brian Kendrick, Raven, Rhyno, Sabu y Stevie Richards, ganando el derecho a despedir a uno de los miembros del equipo perdedor. Flair escogió a Sabu.
A la semana siguiente Williams, Roode y Storm enfrentaron a Matt Morgan en una lucha en desventaja 3 contra 1. Durante la lucha, Roode y Storm abandonaron a Williams, que fue cubierto por Morgan.
Una semana más tarde, Williams se vuelve face y abandona Fortune, interfiriendo en la lucha entre Ric Flair y Morgan, lo que le costó a Flair la lucha.
El 5 de diciembre, en el evento Final Resolution, Williams derrotó a Styles y ganó el TNA Television Championship.
En la edición del 9 de diciembre de Impact!, Eric Bischoff decretó que la alianza entre Immortal y Fortune necesitaba todos los cinturones de la TNA, para usarlo como una ventaja en la disputa legal con Dixie Carter por el control de la compañía.
En la edición del 23 de diciembre de Impact!, Styles desafió a Williams por el TNA Television Championship en una lucha Iron Man de 20 minutos. La lucha finalizó empatada 1-1, programándose una nueva lucha en el evento Genesis.
En Genesis, efectuado el 9 de enero de 2011, Kazarian derrotó a Jay Lethal y ganó el X Division Championship por cuarta vez, Beer Money, Inc. (Roode y Storm) derrotaron a The Motor City Machine Guns (Alex Shelley y Chris Sabin) y ganaron el TNA World Tag Team Championship. Styles, quien estaba lesionado, fue reemplazado por Abyss en su lucha ante Williams. Finalmente, Abyss ganó la lucha, tras la intervención de Styles. Como resultado, Immortal y Fortune tenían todos los cinturones masculinos de la TNA. Sin embargo, no duró mucho, ya que en el evento principal Jeff Hardy perdió el TNA World Heavyweight Championship ante Mr. Anderson.

### Etapa face
En la edición del 31 de enero, sin la presencia de Flair, Fortune atacó al resto de Immortal, luego que intervinieran en la lucha entre Hardy y Anderson y acusan a Bischoff de mal manejo de la compañía. Con ello se termina la alianza entre ambos grupos.
Flair retornó en la edición de Impact! del 14 de febrero, prometiéndole a Bischoff que volvería a unir a los dos grupos. Sin embargo, Flair apareció para intervenir a favor de Matt Hardy en su lucha contra A.J. Styles, dejando claro que abandonaba Fortune para quedarse con Immortal.
Fortune siguió enfrentando a Immortal. En la edición del 3 de marzo de Impact!, salieron en defensa de Dixie Carter, cuando ésta anunció que el fallo de la justicia no la había favorecido respecto a quién tenía el control de la compañía, dejándolo en manos de Hulk Hogan.
En el evento Victory Road, realizado el 13 de marzo de 2011, Fortune salió ganador en todos sus luchas. Kazarian retuvo el Campeonato de la División X de la TNA, luego de vencer a Robbie E, Max Buck y Jeremy Buck en un Ultimate X Match; Beer Money derrotaron a Ink Inc. (Jesse Neal y Shannon Moore) y mantuvieron el Campeonato Mundial en Parejas de TNA y AJ Styles derrotó a Matt Hardy, que fue acompañado por Ric Flair.
En la edición del 17 de marzo de Impact!, luego que Fortune saliera a apoyar al campeón de peso pesado, Sting, que discutía con Bischoff y Hogan, estos determinaron una Lucha de 4 esquinas para convertirse en el retador número 1 entre AJ Styles, Bully Ray, Mr. Anderson y Rob Van Dam. La lucha no tuvo ganador oficial, debido a que el árbitro Earl Hebner realizó cuenta de tres con Anderson y Van Dam tendidos en la lona. Tras esto, Bully Ray golpeó a Hebner y, con ayuda de Ric Flair, atacó violentamente a Styles aplicándole una Powerbomb sobre una mesa desde lo alto de la rampla de entrada. Styles fue sacado en camilla ante la preocupación de los otros tres miembros de Fortune.
A la semana siguiente se informó que Styles sufría severas lesiones en la espalda y que estaría fuera de competencia por un tiempo indeterminado. En la misma edición Ric Flair, junto a Matt Hardy, Bully Ray y Abyss lanzaron a Fortune un desafío de una de 4 contra 3 a Roode, Storm y Kazarian para el evento pay-per-view Lockdown.

#### El regreso de Christopher Daniels
En la edición del 31 de marzo de Impact!, Bischoff y Hogan programaron una lucha Steel Cage entre Abyss, Matt Hardy y Bully Ray contra Sting, Rob Van Dam y Mr. Anderson. La lucha fue ganada por los integrantes de Immortal, luego de la intervención de Anderson, quien empujó a Van Dam. Tras la lucha Kazarian, Roode y Storm aparecieron para defender a Van Dam y Sting y atacar a Immortal. Sin embargo, Bully Ray golpeó a los tres con una cadena. Cuando Immortal había tomado el control y seguía golpeando tanto a los tres integrantes de Fortune como a Sting y Van Dam, apareció Christopher Daniels para lanzarse desde lo alto de jaula y rescatar a Fortune. Luego de ello, apareció con Fortune en el camarín, dando a entender que reemplazaría a su amigo AJ Styles durante su ausencia.
Una semana más tarde, Daniels solicitó a los miembros de Fortune ser el cuarto integrante del equipo en la lucha Steel Cage match contra Immortal programada para el evento Lockdown. Hogan y Bischoff aceptaron su presencia, luego de recibir la orden de The network (grupo que controla la emisión del programa y ordena luchas para aumentar el índice de audiencia), pero anunciaron que esa noche Daniels se enfrentaría a Bully Ray en un Lumberjack match. La lucha fue ganada por Ray, luego que Hogan golpeara a Daniels con una cadena mientras el árbitro estaba distraído en una disputa de los leñadores.
En la edición del 14 de abril de Impact!, The network determinó una serie de tres luchas entre Fortune e Immortal para determinar ventaja numérica en Lockdown (la lucha la inician un representante de cada grupo y cada dos minutos ingresa a la jaula un luchador de cada grupo de forma intercalada, por lo que la secuencia de ingreso cada dos minutos es 1-1, 2-1, 2-2, 3-2, 3-3, 4-3 y 4-4). En la primera lucha, Matt Hardy derrotó por sumisión a Kazarian y en la segunda lucha, Abyss derrotó a Roode por conteo tras aplicarle una Blackhole slam, dándole la victoria en la serie a Immortal
En el evento pay-per-view Lockdown, realizado el 17 de abril en Cincinnati, Ohio, Fortune (Kazarian, Daniels, Roode y Storm) se impuso a Immortal (Ric Flair, Matt Hardy, Bully Ray y Abyss) en una lucha Steel Cage, luego que AJ Styles regresara en medio de la lucha para ayudar a sus compañeros. La victoria se dio luego de la rendición de Ric Flair cuando Roode le aplicaba una palanca al brazo.
El 21 de abril, Styles apareció en la jaula y lanzó un desafío a Bully Ray, pero Ray escapó de la jaula cuando Styles se iba a lanzar sobre él desde lo alto de la estructura. Más tarde esa noche, Storm y Roode mantuvieron el Campeonato en Parejas de la TNA derrotando a Murphy y Rob Terry y antes del main-event de la noche enfrentaron a Immortal, que pretendía atacar a Sting en la rampla de entrada antes de su lucha contra Matt Hardy. En esa edición, además, se informó que Ric Flair sufrió una lesión en el hombro debido a la llave aplicada por Roode en Lockdown, que sería intervenido quirúrgicamente y que estaría varias semanas fuera (kayface, ya que Flair se había lesionado a principios de febrero en una lucha contra Douglas Williams en Londres y había postergado la operación esperando el momento adecuado para dejar por un tiempo la TNA).
En la edición del 28 de abril de Impact!, Christopher Daniels perdió una lucha titular por el Campeonato de Televisión de la TNA ante el campeón Gunner, integrante de Immortal. Más tarde, AJ Styles entró para interferir en la lucha por el Campeonato Mundial Peso Pesado de la TNA entre el campeón Sting, Mr. Anderson y Bully Ray, golpeando a Ray y permitiendo a Sting mantener el campeonato.
En la edición del 5 de mayo de Impact!, Fortune salió a apoyar a Sting y Rob Van Dam cuando discutían con Hulk Hogan y el resto de Immortal sobre la identidad del representante de The network. Tras ello, Roode tomó el micrófono, acusó a Hogan de abusar de la TNA y lo culpó del despido de Jay Lethal. Luego, en camarines, Matt Hardy señaló que a la semana siguiente anunciaría a su compañero para retar a Beer Money por el Campeonato en parejas de la TNA en el evento Sacrifice. Más tarde, Styles y Daniels se enfrentaron a Bully Ray y Gunner, en una lucha de parejas. La lucha terminó luego que apareciera Tommy Dreamer y, sorpresivamente, golpeara a Styles.
En la edición del 12 de mayo de Impact!, Styles encaró a Dreamer por su actitud y lo desafió a enfrentarse en Sacrifice. Más tarde, Matt Hardy anunció que su compañero en la lucha por el campeonato en parejas en Sacrifice sería Chris Harris, excompañero de Storm en la pareja America's Most Wanted. Esa misma noche, los cinco integrantes de Fortune tomaron parte de la batalla real de 27 hombres, programada por Mick Foley, el representante de The network, para determinar el retador número 1 por el Campeonato Mundial Peso Pesado de la TNA, lucha que fue ganada por Mr. Anderson.

#### Lesiones de Styles y Roode
En el evento pay-per-view Sacrifice, realizado el 15 de mayo en Orlando, Florida, Fortune retuvo sus dos títulos, luego que Kazarian derrotara a Max Buck reteniendo el Campeonato de la División X de la TNA y Beer Money venciera a Matt Hardy y Chris Harris por el Campeonato Mundial en Parejas de la TNA. Sin embargo, Styles fue derrotado por Dreamer en un No Disqualification Match.
En la edición del 19 de mayo de Impact Wrestling (nueva denominación del show TNA Impact!), Eric Bischoff anunció que estaba a cargo esa noche, ante la ausencia de Hogan y Foley, y que terminaría con la X Division. Por ello fue confrontado por Brian Kendrick, Amazing Red y Generation Me (Max Buck y Jeremy Buck), a quienes se le unieron posteriormente Fortune (menos Styles), quienes atacaron a Bischoff y el resto de Immortal que los acompañaba. Más tarde, Kazarian perdió el Campeonato de la X Division a manos de Abyss. Esa misma noche, Styles apareció con un protector de cuello, señalando que tenía una lesión que lo tendría fuera un par de semanas y llamando a Dreamer. Dreamer apareció y luego de confesar que estuvo obligado a atacarlo anteriormente, nuevamente lo golpeó, diciendo que ahora lo hacía porque quería. Posteriormente, Daniels salió a defender a Styles, pero apareció Bully Ray y se sumó a Dreamer en su ataque a ambos. Finalmente, Ric Flair confrontó a Roode, quien le realizó una llave al hombro lastimado. Sin embargo, apareció Immortal (Bully Ray, Matt Hardy, Gunner y Abyss) y golpearon a Roode.
En la edición del 26 de mayo de Impact Wrestling, Daniels y Styles (aun luciendo un protector de cuello) derrotaron en una Street fight a Bully Ray y Tommy Dreamer. Más tarde, Bischoff le señaló a Beer Money que deberían defender el Campeonato de Parejas en el evento Slammiversary, a pesar de la lesión en el brazo izquierdo de Roode, producto del ataque de Immortal. En vestidores, Kazarian atacó a Abyss previo a su lucha titular por el Campeonato X Divison ante Brian Kendrick.
En la edición del 2 de junio de Impact Wrestling, Bischoff le reclamó a Beer Money que debían entregar el Campeonato de Parejas, ya que no lo podrían defender el Slammiversary ante la lesión de Roode. Sin embargo, apareció Alex Shelley señalando que Chris Sabin, su compañero en la pareja Motor City Machine Guns, estaría afuera todo el resto del año por lesión y solicitando ser el reemplazante de Roode en Slammivesary, donde enfrentarán a The British Invasion (Douglas Williams & Magnus). Más tarde, Kazarian enfrentó a Brian Kendrick en una lucha para convertirse en el retador número 1 al X Division Championship. La lucha no tuvo ganador, luego que Abyss atacara a ambos. Luego, Styles lanzó un desafío a Bully Ray para enfrentarse en una lucha Last Man Standing en Slammiversary.
Una semana más tarde, en la edición del 2 de junio de Impact Wrestling, Storm y Shelley fueron derrotados por Mexican America (Hernández & Anarquía), luego que Shelley aplicara una super kick por error a Storm. Más tarde, Styles apareció entre el público para observar la victoria de Rob Van Dam sobre Bully Ray, que había lanzado un desafío abierto a cualquier luchador. Mientras, en bambalinas, Kazarian y Kendrick se encontraron con Abyss, quien dijo no importarle que Kazarian tuviese ahora a Janice (su arma, una tabla con clavos) y les señaló que aceptaba una lucha 3 way en Slammiversary por el X Division Championship.
En el evento Slammiversary, realizado el 12 de junio en Orlando, Florida, Beer Mooney (Roode y Shelley) retuvo el Campeonato de parejas, luego de derrotar a The British Invasion (Douglas Williams & Magnus) y Styles fue derrotado por Bully Ray en una lucha Last Man Standing.
En la edición del 23 de junio de Impact Wrestling, Storm y Roode, quien aún no se encontraba recuperado totalmente de su lesión, fueron derrotados por Crimson y Morgan, en una lucha por la Bound for glory series. Esa misma noche AJ Styles anunció que volvería a competir en la X Division en el evento Destination X y que, por esa noche, regresaría el ring hexagonal. Cuando Styles hacía el anuncio apareció Samoa Joe para decirle que merecía un lugar. Sin embargo, Christopher Daniels interrumpió y le propuso a Styles una lucha en Destination X, la cual aceptó. En bambalinas, Kazarian le expresó su desacuerdo en que dos miembros de Fortune se enfrentaran y luego fue atacado por Samoa Joe.
En la edición del 30 de junio, Kazarian encaró en vestidores a Samoa Joe, luego que éste perdiera ante Brother Devon. Más tarde, Joe atacó a Kazarian en un bar. Styles y Daniels firmaron el contrato para luchar en el evento principal de Destinantion X y anunciaron para la siguiente semana una lucha de 4 esquinas contra Rob Van Dam y Jerry Lynn. Luego del anuncio, Styles fue atacado por Gunner, protagonizando de inmediato la lucha por la Bound for glory series. La victoria fue para Gunner, que sumó otros 7 puntos en la clasificación.

## En lucha
- Movimientos finales AJ Styles
  - Spiral Tap (Corkscrew somersault transitioned into either a leg drop or a senton bomb)[4]
  - Styles Clash (Belly to back inverted mat slam, sometimes from the second rope)[4][5]
  - Superman (Springboard 450° splash)[4]
  - Figure four leglock - 2010-presente; adoptado de Ric Flair

- Movimientos finales de Kazarian
  - Fade to Black (Kneeling back to belly piledriver)[6]
  - Flux Capacitor (Rolling moonsault side slam)[7][8]
  - Wave of the Future (Swinging reverse STO)[7]

- Movimientos finales de Roode
  - Arm trap crossface
  - Pay Off (Bridging cradle suplex)[9][10]

- Movimientos finales de Storm
  - Last Call (Superkick)[11][12]

- Movimientos finales de Beer Money Inc.
  - D.U.I. - Driving Under the Influence/D.W.I. - Drinking While Investigating (Combinación de una powerbomb (Storm) y un hangman's neckbreaker (Roode) simultáneos)
  - doble suplex

## Campeonatos y logros
- Total Nonstop Action Wrestling
  - TNA World Heavyweight Championship (1 vez) - James Storm
  - TNA World Tag Team Championship (1) - Storm & Roode
  - TNA X Division Championship (2) - Williams (1) y Kazarian (1)
  - TNA Global/Television Championship (1) - Styles